# Emil Ludwig
Emil Ludwig (Breslavia, 25 de enero de 1881 - Moscia, cerca de Ascona, 17 de septiembre de 1948) fue un escritor y biógrafo alemán de origen judío, nacionalizado suizo, famoso especialmente por sus obras sobre Beethoven, Bismarck, Goethe y Napoleón. No debe ser confundido con el filósofo y rabino Emil Ludwig Fackenheim (1916 - 2003).

## Biografía
El nombre original de Emil Ludwig era Emil Cohn, de resonancia judaica, pero su padre, un oculista eminente, logró de uno de sus pacientes, un alto cargo imperial, que se lo cambiaran por el más germánico de Ludwig. 
El que había de ser gran biógrafo hizo también su autobiografía con el título Los regalos de la vida.
Nació en Breslavia, entonces capital de la Silesia prusiana del Segundo Imperio alemán, y hoy localizada en Polonia. Tras estudiar Derecho, se decantaría por la profesión de escritor, escribiendo al principio novelas y obras teatrales, pero también trabajó como periodista.
En 1906 se trasladó a Suiza, pero durante la Primera Guerra Mundial, trabajó como corresponsal extranjero para el Berliner Tageblatt en Viena y Estambul. 
Durante los años veinte, logró fama internacional por sus populares biografías que combinaban los hechos históricos y la ficción con análisis psicológicos. Después de que se publicara en 1920 la biografía de Goethe, escribió varias biografías similares, incluyendo una sobre Bismarck (1922–24) y otra sobre Jesucristo (1928). Con el asesinato antisemita de Walter Rathenau en 1922 (un líder político antisionista que abogaba por la integración de los judíos en la sociedad alemana), al igual que Einstein, comenzó por vez primera a enfatizar su judaísmo, que, siendo de familia laica y alejada de la comunidad observante, jamás se había planteado mencionar.
Emil Ludwig entrevistó a Benito Mussolini. También entrevistó a José Stalin en Moscú el 13 de diciembre de 1931. Un extracto de esta entrevista se incluye en el libro de Stalin sobre Lenin. Ludwig describe esta entrevista en su biografía de Stalin. Alcanzó la ciudadanía suiza en 1932; en 1933 dio una conferencia en Barcelona, cuando ya era hostigado por los nazis, y más tarde, en 1940, emigró a los Estados Unidos. Como las biografías de Ludwig eran muy populares fuera de Alemania y muy traducidas, fue uno de los pocos emigrados afortunados que pudieron recibir ingresos mientras vivían en los Estados Unidos. Empero en Alemania sus escritos se consideraban particularmente peligrosos por Goebbels, quien lo mencionó en su diario.
Tras el fin de la Segunda Guerra Mundial, viajó a Alemania como periodista y descubrió dónde habían ido a parar los ataúdes de Goethe y Schiller que habían desaparecido de Weimar entre 1943 y 1944. Durante la década de los cuarenta, estuvo en la República Dominicana, donde participaba en tertulias intelectuales en casa del matrimonio alemán formado por Erwin Walter Palm y Hilde Domin. Regresó a Suiza tras la guerra, falleciendo en 1948, en Moscia, cerca de Ascona.

## Obra
Emil Ludwig transformó el género de la biografía de una mera recopilación de datos sobre la vida de algún personaje en "una forma de arte" unida a un retrato psicológico, con lo que, en sus palabras, "se da inicio a la biografía moderna". La biografía debiera ser un retrato que exprese el carácter del sujeto y según el mismo Ludwig "tiene tan poco que ver con las tareas del investigador histórico como con la novela histórica, que inventa escenas entre hombres que llevan un nombre histórico". 
De todas ellas, quizá la más popular es su biografía de Napoleón Bonaparte, primero publicada en alemán y pronto traducida a otros idiomas. Es un libro de fácil lectura incluso tras varias décadas de su primera edición, que demuestra el raro talento de Ludwig para recrear una época desaparecida en una prosa sencilla, unida a una extraña cualidad de inmediatez, como si lo que Ludwig escribe fuese casi historia del momento presente. 
- Ein Untergang. Drama in 5 Akten. Berlín 1904
- Napoleon (1906)
- Tristan und Isolde. Dramatische Rhapsodie. Berlín 1909
- Der Papst und die Abenteurer oder Die glücklichen Gärten. Berlín 1910
- Bismarck. Ein psychologischer Versuch. Berlín 1911
- Manfred und Helena. Roman (1911)
- Wagner oder Die Entzauberten. Berlín 1912
- Die Reise nach Afrika. Berlín 1913
- Richard Dehmel. Berlín 1913
- Der Künstler. Essays. Berlín 1914
- Friedrich Kronprinz von Preußen. Historisches Schauspiel in zehn Bildern. Berlín 1914
- Die Fahrten der Goeben und der Breslau. Berlín 1916
- Diana. Roman. Berlín 1918
- An die Laterne! Bilder aus der Revolution. Berlín 1919
- Goethe in zwei teilen, Stuttgart 1920
- Meeresstille und glückliche Fahrt. Novela Berlín 1921
- Vom unbekannten Goethe. Eine neue Anthologie. Herausgegeben von Emil Ludwig Berlín 1922
- Bismarck (1921 - 1926). En España, Bismarck: historia de un luchador, Editorial Juventud, S.A., 1986, ISBN 978-84-261-1227-9
- Am Mittelmeer (1923). En Argentina, El Mediterráneo: el mar que dió origen a una civilización, Compañía General Fabril Editora, S. A., 1960
- Rembrandts Schicksal (1923)
- Shakespeare über unsere Zeit. Eine Anthologie auf das letzte Jahrzehnt (1923)
- Genie und Charakter. 20 männliche Bildnisse (1924, sobre Maquiavelo, Federico II, Stein, Bismarck, Stanley, Peters, Rhodes, Lenin, Wilson, Rathenau, Leonardo, Shakespeare, Rembrandt, Voltaire, Byron, Lassalle, Goethe y Schiller, Dehmel y Bang). En España, Genio y carácter, Editorial Juventud, S.A., 1985, ISBN 978-84-261-0145-7
- Napoleon (1925). En España, Napoleón, Editorial Juventud, S.A., Barcelona, 1a ed. Colección Z, año  1956. 1988, ISBN 978-84-261-1032-9; Editorial Juventud, S.A., 1991, ISBN 978-84-261-0949-1; Círculo de Lectores, S.A., 2005, ISBN 978-84-672-0492-6
- Wilhelm der Zweite (1925). En España, El kaiser Guillermo II: desde su nacimiento hasta su destierro, Editorial Juventud, S.A., 1952, ISBN 978-84-261-0203-4
- Meeresstille. Roman eines deutschen Prinzen (1925)
- Kunst und Schicksal. Vier Bildnisse (1927, sobre Rembrandt, Beethoven, Weber y Balzac
- Der Menschensohn. Geschichte eines Propheten (1928)
- Tom und Sylvester. Ein Quartett (1928, 1933 como Tom und Sylvester - Tessiner Novelle)
- Juli 14. Den Söhnen zur Warnung (1929). En España, Julio 1914: el estallido de la Gran Guerra, Editorial Juventud, S.A., 1964, ISBN 978-84-261-0177-8
- Michelangelo (1930). En España, Miguel Ángel, Editorial Juventud, S.A., 1982, ISBN 978-84-261-0988-0
- Lincoln (1930). En España, Lincoln, Editorial Juventud, S.A. 1987, ISBN 978-84-261-0204-1 y 978-84-261-0897-5
- Geschenke des Lebens. Ein Rückblick (1931)
- Stalin, Unterredung mit dem deutschen Schriftsteller Emil Ludwig (1931)
- Schliemann. Geschichte eines Goldsuchers (1932, reeditado en 1952 como Schliemann. Die Geschichte der Entdeckung des alten Troja). En España: Schliemann, el descubridor de Troya (1934), Editorial Juventud, S.A., 1990, ISBN 978-84-261-0205-8
- Mussolinis Gespräche mit Emil Ludwig (1932). En la Argentina, Coloquios con Mussolini, Buenos Aires, Editorial J.C. Rovira, 1932. En España, Conversaciones con Mussolini, Editorial Juventud, S.A., 1979, ISBN 978-84-261-1564-5
- Goethe - Kämpfer und Führer (Festrede der Goethe-Feier im Deutschen Volkstheater, Viena, 20 de marzo de 1932)
- Führer Europas. Nach der Natur gezeichnet (1934, retratos de Nansen, Masaryk, Briand, Rathenau, Motta, Lloyd George, Venizelos, Mussolini y Stalin)
- Hindenburg und - Die Sage von der deutschen Republik, Querido Verlag Ámsterdam (1935)
- Der Nil. Lebenslauf eines Stromes , 2 Teile, Querido-vVrlag, Ámsterdam 1935-1937
- Mord in Davos, 111 S., Querido Verlag , Ámsterdam 1936
- Cleopatra. Geschichte einer Königin (1937). En España: Cleopatra, Círculo de Lectores, S.A., 1993, ISBN 978-84-226-4416-3; Ediciones Folio, S.A., 2004, ISBN 978-84-413-2010-9
- Die neue heilige Allianz. Über Gründe und Abwehr des drohenden Krieges (1938)
- Roosevelt. Studie über Glück und Macht (1938)
- Quartett. Ein unzeitgemäßer Roman (1938)
- The Germans. Double History of a Nation (1941). En México: Historia de Alemania. Doble historia de un pueblo, desde sus orígenes, hasta nuestros días, Editorial Diana, 1953. En Argentina, Ediciones Anaconda, Buenos Aires, septiembre de 1941, primera edición castellana, bajo el mismo título aparecido posteriormente en la edición mexicana.
- Bolivar. The Life of an Idealist (1942). En España, Bolívar, Editorial Juventud, S.A., 1983, ISBN 978-84-261-1968-1
- Stalin (1945)
- Der entzauberte Freud (1946). En España, Freud (1947). Ediciones Mateu, S.A., 1970, ISBN 978-84-7104-134-0

Además de las mencionadas, en España se han publicado:
- Goethe: historia de un hombre (1928). Editorial Juventud, S.A., 1983, ISBN 978-84-261-0188-4
- Beethoven, Editorial Juventud, S.A., 1990, ISBN 978-84-261-1830-1; Anaya & Mario Muchnik, 1994, ISBN 978-84-7979-151-3
- Autobiografía de un biógrafo, Aguilar, 1965, ISBN 978-84-03-09089-7
- Galería de retratos, Aguilar, 1960, ISBN 978-84-03-09090-3
- Miniaturas, Editorial Juventud, S.A., 1968, ISBN 978-84-261-0143-3
- Otelo, Caralt Editores, S.A., 1948, ISBN 978-84-217-1622-9
- Tres titanes: Miguel Ángel, Rembrandt, Beethoven, Editorial Juventud, S.A., 1989, ISBN 978-84-261-0150-1
- Tres dictadores: Hitler, Mussolini y Stalin. Y un cuarto: Prusia, Acantilado, 2011, ISBN 978-84-15277-13-2

Las Obras completas fueron publicadas por Editorial Juventud, S.A., ISBN 978-84-261-0651-3